# Manchakal, Malur
Manchakal là một làng thuộc tehsil Malur, huyện Kolar, bang Karnataka, Ấn Độ.